# Rataje (powiat chodzieski)
Rataje – wieś w Polsce położona w województwie wielkopolskim, w powiecie chodzieskim, w gminie Chodzież.

## Historia
Miejscowość pierwotnie związana była z Wielkopolską. Ma metrykę średniowieczną i istnieje co najmniej od początku XV wieku. Wymieniona w łacińskim dokumencie z 1403 „Rathaie”, 1406 „Rathaye”, 1475 „Ratagye”, w latach 1564-1565 „do Rathay, z Rathay, Rathai”.
Początkowo miejscowość była wsią królewską częścią królewszczyzny należącą do królów polskich. W latach 1472, 1513, 1518, 1534, 1564 wieś leżała w powiecie kcyńskim, w 1508 w powiecie poznańskim, a w 1563 w powiecie gnieźnieńskim  Korony Królestwa Polskiego. W 1510 leżała w parafii Chodzież.
W 1430 król polski Władysław II Jagiełło zezwolił kasztelanowi poznańskiemu Marcinowi ze Sławska herbu Zaremba wykupić od podkomorzego poznańskiego Piotra Korzboka miasto Ujście wraz z kluczem należących do niego wsi, a w tym m.in. z Ratajami.
W 1457 król polski Kazimierz IV Jagiellończyk zezwolił kasztelanowi rogozińskiemu Przecławowi z Potulic wykupić sołectwo w Ratajach za 60 grzywien i nadał mu 6 łanów, połowę jeziora oraz przydzielił mu dwóch rybaków do połowów. W 1486 syn Przecława Wojciech Potulicki otrzymał w działach z bratem Stanisławem m.in. Chodzież oraz zapisy kwot na wsi Rataje. W 1488 król zezwolił tenutariuszowi ujskiemu biskupowi włocławskiemu Piotrowi Bnińskiemu wykupić wieś Rataje z rąk Wojciecha Potulickiego ale transakcji nie zrealizowano.
W 1513 król polski Zygmunt Stary zezwolił Hieronimowi Mosińskiemu tenutariuszowi ujskiemu, oraz bratankowi biskupa Piotra Bnińskiego, wykupić Rataje należące do starostwa ujskiego z rąk Wojciecha Potulickiego., a w 1514 z rąk jego synów Piotra i Mikołaja Potulickich. W 1518 król Zygmunt Stary zezwolił Mikołajowi Potulickiemu z Chodzieży na wykup Ratajów z rąk Hieronima Mosińskiego i dożywotnie posiadanie tej wsi. W 1518 król rozstrzygnął spór Hieronima Mosińskiego z Mikołajem Potulickim o Rataje należące do starostwa ujskiego. W 1540 Hieronim Mosiński przekazał w testamencie królowi sumy, jakie miał zapisane na Mosinie, Ujściu i Ratajach.
W latach 1564–1565 po śmierci Hieronima Mosińskiego w 1542 tenutę ujską wraz z Ratajami otrzymał kasztelan poznański Andrzej Górka herbu Łodzia, a później przejął ją jego syn wojewoda poznański Stanisław Górka.
Miejscowość odnotowano również w historycznych rejestrach poborowych. W 1472, 1475, 1499 wieś Rataje zalegała z podatkami królewskimi. W 1510 Rataje zapłaciły pobór do powiatu gnieźnieńskiego. W roku tym należały do Potulickiego pana Chodzieży i liczyła 17 łanów osiadłych, 2 łany opuszczone, 3 łany sołeckie. Meszne płacono plebanowi, a dziesięcinę w wiardunkach kapitule poznańskiej. We wsi były także 4 karczmy, z których każda płaciła plebanowi po groszu. W 1534 miał miejsce pobór od 3 łanów. W 1563 Rataje płaciły pobór do powiatu gnieźnieńskiego. W 1564 pobrano podatki od 8 łanów, karczmy dorocznej, młyna korzecznika zwanego „Krępka” o jednym kole wodnym. W 1582 miał miejsce pobór od 10 półłanków oraz 8 zagrodników.
Wieś królewska należała do starostwa ujskiego, pod koniec XVI wieku leżała w powiecie poznańskim województwa poznańskiego w Rzeczypospolitej Obojga Narodów. Wskutek II rozbioru Polski w 1793 r., miejscowość przeszła pod władanie Prus i jak cała Wielkopolska znalazła się w zaborze pruskim.
W latach 1975–1998 miejscowość należała administracyjnie do województwa pilskiego.

## Obecnie
W Ratajach mieści się: 
- Zespół Szkół im. Józefa Wybickiego, w skład którego wchodzą: Liceum Ogólnokształcące i Technika[5]
- Sala Królestwa dwóch zborów Świadków Jehowy w Chodzieży[6]